# Kircher
Kircher ist ein deutscher Familienname.

## Varianten
- Kirchner, Kirchler

## Namensträger
- Aaron Kircher (* 1991), österreichischer Fußballspieler
- Achim Kircher (* 1943), deutscher Maler und Grafiker
- Alexander Kircher (1867–1939), deutsch-österreichischer Maler
- Armin Kircher (1966–2015), österreichischer Kirchenmusiker und Komponist
- Athanasius Kircher (1602–1680), deutscher Jesuit, Theologe, Philosoph und Universalgelehrter
- Balthasar Kircher (16./17. Jh.), deutscher Steinbildhauer
- Christian Kircher (* 1967), österreichischer Fußballspieler
- Dora Kircher (1881–1953, geb. Zandl), österreichische Politikerin
- Elias Kircher (* 1990), österreichischer Fußballspieler
- Ernst Kircher (* 1940), deutscher Physikdidaktiker
- Ernst Wilhelm Gottlieb Kircher (1758–1830), deutscher Buchdrucker und Verleger
- Franz Josef Kircher (1889–1965), deutscher Politiker (NSDAP) und Abgeordneter des Provinziallandtages der preußischen Provinz Hessen-Nassau
- Gerhard Kircher (* 1948), deutscher Jurist, Präsident Oberlandesgericht Oldenburg
- Hans Kircher (* 1921), deutscher Fußballspieler
- Heidi Hein-Kircher (* 1969), deutsche Historikerin
- Helmut Kircher (1939–2023), deutscher Schauspieler, Theaterregisseur, Journalist und Musikkritiker
- Herwig Kircher (* 1955), österreichischer Fußballspieler
- Holger Kircher (* 1965), deutscher Jurist, Richter am Einheitlichen Patentgericht
- Irina Kircher (* 1966), deutsche Gitarristin
- Johann Kircher (1610–?), deutscher katholischer Geistlicher
- Johann Adam Kircher (1827–1906), deutscher Gutsbesitzer, Mitglied des Kurhessischen Kommunallandtages
- Karl Kircher (1874–1939), württembergischer Oberamtmann und Landrat
- Knut Kircher (* 1969), deutscher Fußballschiedsrichter
- Lukas Kircher (* 1971), österreichischer Zeitungsdesigner
- Meike Kircher (* 1978), deutsche Musicaldarstellerin und Schauspielerin
- Monika Kircher (* 1957), österreichische Managerin und Politikerin (SPÖ)
- Oliver Kircher (* 1970), deutscher Sachverständiger für urbane Popkultur
- Patrick R. Kircher (* 1970), Schweizer Tiermediziner und Hochschullehrer
- Paul Kircher (* 2001), französischer Schauspieler
- Pete Kircher (* 1945), britischer Schlagzeuger
- Peter Kircher (1592–1629), deutscher Jesuit, Prediger und Hexenseelsorger
- Philipp Kircher (1846–1921), deutscher Architekt und Denkmalpfleger
- Robert Kircher (1852–1911), deutscher Kaufmann, Mitglied des Preußischen Abgeordnetenhauses
- Rudolf Kircher (1885–1954), deutscher Journalist und Schriftsteller
- Samuel Kircher (* 2004), französischer Schauspieler
- Sophia Kircher (* 1994), österreichische Politikerin (ÖVP)
- Tilo Kircher (* 1965), deutscher Psychiater und Neurowissenschaftler
- Tim Kircher (* 1999), deutscher Fußballspieler
- Timothy Kircher, US-amerikanischer Historiker
- Tobias Kircher (* 1996), deutscher Eishockeyspieler
- Veronica Kircher (1929–2021), deutsche Heilpädagogin und Hochschullehrerin
- Wilhelm Kircher (1831–1901), deutscher Jurist, Bürgermeister und Mitglied des Deutschen Reichstags
- William Kircher (* 1958), neuseeländischer Schauspieler